# Thomas Guggeis
Thomas Guggeis (* 1993 Dachau) je německý dirigent a pianista. Je kapelníkem Staatskapelle Berlin a Berlínské státní opery Pod lípami a designovaným šéfdirigentem a hudebním ředitelem Frankfurtské opery.

## Život a kariéra
Narodil se roku 1993 v bavorské obci Dachau. Studoval dirigování na Vysoké škole divadelní a hudební v Mnichově a Konzervatoři Giuseppa Verdiho v Miláně. Získal také bakalářský titul z kvantové mechaniky. Svou profesionální kariéru začal jako korepetitor ve Státní opeře Berlín, kde byl asistentem Daniela Barenboima. Zde získal mezinárodní pozornost, když v krátké době zaskočil za dirigenta při uvedení Ariadny na Naxu od Richarda Strausse.
V roce 2014 Guggeis obdržel stipendijní cenu Nadace Dr. Franze a Astrid Ritterových (Ritter-Stiftung) ve Straubingu a roku 2017 byl nominován na Německou dirigentskou cenu. Od sezóny 2018/19 byl kapelníkem ve Státní opeře Stuttgart, kde dirigoval opery jako Pucciniho Bohému a Madam Butterfly, Rossiniho Lazebníka sevillského, Henzeho Prince Homburského či Weberova Čarostřelce. V roce 2019 poprvé dirigoval ve vídeňském Divadle na Vídeňce novou inscenaci Weberova Oberona.
V roce 2020 se Guggeis vrátil do Staatskapelle Berlin a jako dosud historicky nejmladší dirigent získal titul Staatskapellmeister. Řídil tam Ariadnu na Naxu a Mozartovu Kouzelnou flétnu, po přestávce kvůli pandemii covidu-19 následoval Verdiho Falstaff.
Jako první operu v Opeře Frankfurt Guggeis v červnu 2021 řídil Ariadnu na Naxu. V říjnu 2021 byl určen příštím hudebním ředitelem (Generalmusikdirektor) ve Frankfurtu s tím, že by se měl pozice ujmout po Sebastianu Weigleovi v sezóně 2023/24, zprvu na pětileté období.
Dne 12. května 2022 narychlo zastoupil Daniela Barenboima, který odstoupil ze zdravotních důvodů, při uvedení Smetanovy Mé vlasti s West-Eastern Divan Orchestra v pražském Obecním domě v rámci zahájení 77. ročníku festivalu Pražské jaro.